# ضباب إشعاعي
الضباب الإشعاعي (بالإنجليزية: Radiation Fog)‏ يحدث في الليالي الصاحيه الهادئه نسبيا، وذلك بفعل تبرد الأرض الشديد بالإشعاع. وبما أن الهواء موصل رديء للحراره لذا فإن التبريد الإشعاعي يبقى محصورا في سماكة قليلة جدًا، مما يؤدي عندئذ إلى تكون الندى أوالصقيع فوق الأرض الباردة (إذا كان الهدوء الجوي ناما) مزيلًا بذلك بخار الماء من الهواء القريب ومانعًا من تشكل الضباب، ولذا فإن وجود حركة هوائية خفيفة ضرورية لانتشار التبرد في سماكة أكبر وبالتالي لتشكل الضباب.
ويمكن تلخيص الشروط الملائمة لتشكل الضباب الاشعاعي فيما يلي:
1. انقلاب سطحي في درجة الحرارة.
2. وجود حركه خفيفه في الهواء.
3. سماء خاليه من الغيوم.
4. توافر رطوبه كافيه وتواجد نويات التكاثف.

وبما أن الهواء البارد أثقل من الهواء الدافئ، لذا فإن الهواء البارد الذي تبرد بالإشعاع يهبط على جوانب التلال إلى الوديان والحوضات ولذا يسهل تكون الضباب في مثل هذه الأماكن وخاصة إذا كانت رطبه وفي مثل هذه الأماكن غالبا ما يسمى الضباب الإشعاعي باسم ضباب الوادي (بالإنجليزية: Valley Fog)‏. 
ولذا يكثر حدوث هذا النوع من الضباب في فصلي الخريف والشتاء، ويبلغ أقصى درجات كثافته في الصباح الباكر عند شروق الشمس فوق الأفق أخذ الضباب بالتبدد حتى ينقشع كليا في فترة الظهيرة.